# Câu lạc bộ bóng chuyền Thanh Hóa
Câu lạc bộ bóng chuyền Thanh Hóa (tên gắn với nhà tài trợ hiện nay Xi măng Long Sơn Thanh Hóa (XMLS Thanh Hóa)) là một câu lạc bộ bóng chuyền Nữ chuyên nghiệp có trụ sở ở Thanh Hóa, Việt Nam. Đây là đội bóng đang thi đấu tại Giải vô địch bóng chuyền quốc gia Việt Nam. Tính đến năm 2024, Thanh Hóa đã tham gia 19 lần tại Giải vô địch bóng chuyền quốc gia Việt Nam trên tổng số 21 mùa giải. Điều đặc biệt là đội bóng chuyền Thanh Hóa chưa từng lọt vào Top 3 của giải nhưng lại giành kỷ lục là đội xếp thứ tư nhiều nhất với tổng số 6 lần các mùa giải vô địch quốc gia. Tại giải VĐQG năm 2024, sau khi thi đấu vòng tròn, Thanh Hóa thi đấu 8 trận, thắng 6 trận và thua 2 trận, đạt 18 điểm với tổng số 20 set thắng và 11 set thua, xếp thứ 2 tại vòng tròn và là 1 trong 4 đội thi đấu vòng chung kết, kết quả đội xếp hạng 4 chung cuộc.

## Thành tích
Tại Giải vô địch bóng chuyền quốc gia Việt Nam:
- Vô địch các mùa giải: chưa có
- Á quân các mùa giải: chưa có
- Hạng ba các mùa giải: chưa có
- Hạng tư các mùa giải: 2013, 2014, 2015, 2016, 2018, 2024.

Tại Giải bóng chuyền cúp Hoa Lư:
- Vô địch các mùa giải: chưa có
- Á quân các mùa giải: chưa có
- Hạng ba các mùa giải: 2013[2]
- Hạng tư các mùa giải: 2008, 2012, 2014.

Tại Giải bóng chuyền cúp Hùng Vương:
- Vô địch các mùa giải: chưa có
- Á quân các mùa giải: chưa có
- Hạng ba các mùa giải: chưa có
- Hạng tư các mùa giải: 2012, 2013, 2015, 2016, 2018.

## Đội hình thi đấu

### Hiện tại
Cập nhật danh sách tháng 11 năm 2024.
- Huấn luyện viên:  Bùi Huy Sơn
- Trợ lý:  Đỗ Văn Niên, Lê Thị Hồng, Trương Công Huyên, Vũ Thị Hoa

| No. | Player             | Position   | Height (m) | Weight (kg) | Birth date |
| --- | ------------------ | ---------- | ---------- | ----------- | ---------- |
| 1   | Ngô Thu Thủy       | Libero     | 166        | 59          | 2007       |
| 5   | Nguyễn Thị Hiền    | Đối chuyền | 174        | 56          | 2001       |
| 7   | Bùi Thị Nga        | Chủ công   | 177        | 63          | 1995       |
| 9   | Phạm Thị Thúy      | Libero     | 171        | 50          | 1995       |
| 10  | Hoàng Thị Thảo     | Chủ công   | 177        | 70          | 2003       |
| 11  | Quách Kim Luyến    | Phụ công   | 175        | 60          | 2006       |
| 12  | Trịnh Thị Huyền    | Phụ công   | 182        | 61          | 1995       |
| 15  | Bùi Thị Thu Trang  | Chủ công   | 172        | 60          | 2003       |
| 16  | Lê Thị Dung        | Chuyền hai | 171        | 59          | 1994       |
| 17  | Đoàn Thị Xuân      | Đối chuyền | 183        | 63          | 1997       |
| 18  | Mai Thị Đan Thanh  | Phụ công   | 173        | 58          | 2007       |
| 19  | Phạm Thị Như Quỳnh | Phụ công   | 175        | 60          | 1998       |
| 20  | Lê Thị Ngọc Trâm   | Chuyền hai | 173        | 61          | 2003       |
| 36  | Liu Yanhan         | Chủ công   | 188        | 75          | 1993       |

### Trong quá khứ
- Năm 2022:[4] Huấn luyện viên:  Lê Văn Dũng, Trợ lý: Đỗ Văn Niên, Vũ Thị Hoa. Các cầu thủ: Hà Lê Khanh,  Lê Thị Hạnh,  Nguyễn Thị Hiền,  Luân Thị Loan, Bùi Thị Nga,  Hoàng Thị Thảo,  Nguyễn Thị Hồng Ngọc, Lê Thị Ngọc Trâm, Quách Kim Luyến,  Nguyễn Thị Thảo,  Lê Thị Lan,  Lê Thị Dung,  Phạm Thị Thúy và 2 VĐV nước ngoài.
- Năm 2021: [5] Phạm Thị Lệ Thảo (Đội trưởng), Lê Thị Hạnh, Nguyễn Thị Hiền, Vũ Thị Thu Hà, Bùi Thị Nga, Hoàng Thị Thảo, Nguyễn Thị Hồng Ngọc, Phạm Phương Thảo, Nguyễn Thị Thảo, Lê Thị Loan, Lê Thị Dung, Lê Thị Lan, Đàm Thị Thùy Linh.